# Блиновская (Кировская область)
Блиновская — опустевшая деревня в Зуевском районе Кировской области в составе Соколовского сельского поселения.

## География
Находится на расстоянии примерно 15 километров на юго-восток от районного центра города Зуевка.

## История
Известна с 1678 года, когда в ней (на тот момент Чистюнинской починок) учтено было 2 двора, в 1764 году было 57 жителей. В 1873 году учтено было дворов 22 и жителей 167, в 1905 35 и 252, в 1926 45 и 247, в 1950  31 и 112 соответственно. Нынешнее название уокоренилось с 1939 года. В 1989 году отмечено было 26 жителей. 

## Население
Постоянное население  составляло 10 человек (русские 100%) в 2002 году, 0 в 2010.